# Bol arménico

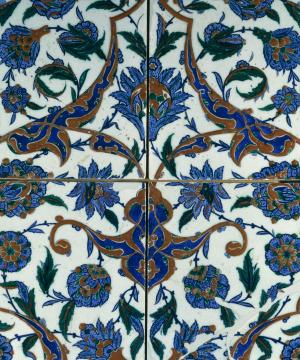
El distintivo rojo fuego es una notable característica del estilo de la cerámica de Iznik. Proviene de un o tierra roja rica en hierro, que se encuentra en Armenia.

El bol arménico, también conocido como bol armenio o bolo arménico, es una arcilla terrosa, generalmente roja, originaria de Armenia pero que también se encuentra en otros lugares. El término armenio se refirió más tarde a una calidad específica de la arcilla. Originalmente utilizado en medicamentos, también se ha utilizado como pigmento, como base o base para dorar y para otros usos. Es de color rojo debido a la presencia de óxido de hierro ; la arcilla también contiene silicatos hidratados de aluminio y posiblemente magnesio . 

## Usos
Históricamente, el término bol o bolo se usaba solo para las tierras medicinales. El bol arménico se usó como astringente, recetado contra la diarrea, la disentería y el sangrado. Teofrasto, Dioscórides (c. 41-90 d. C.) y Plinio el Viejo (23-79 d. C.) hicieron referencias al bol arménico. Externamente, se utilizó para reforzar yesos, contra dislocaciones de las articulaciones. Los médicos angloparlantes a veces también lo llamaban Rubrica Synopica, de la ciudad de Sinope, donde supuestamente se encontraba. El uso como medicina interna puede tener efectos secundarios, ya que los minerales a menudo incluyen elementos como el arsénico y metales pesados como cadmio, plomo y zinc que pueden causar toxicidad.
En el siglo XIX, se incorporó a los polvos dentífricos no solubles. Estos tipos de polvos se atascan entre las encías y los dientes y dejan una decoloración desagradable. Como resultado, se tiñeron de rojo usando el bol arménico para disfrazar la acumulación alrededor de los dientes.
También se utiliza en la encuadernación para el coloreado, o se aplica en los bordes durante el dorado, como base para la hoja de oro y para dar mayor profundidad y brillo a la encuadernación. En cerámica, se utiliza como pigmento rojo para la cerámica de İznik de Nicea, Turquía. Por último, también se ha utilizado en la impermeabilización de las velas de los molinos de viento. Una mezcla popular era: 10 litros de agua, combinados con 0.75 litros de aceite de linaza, 0.75 litros de grasa y 1 kg de bol.